# Арсеньев, Дмитрий Германович
Дмитрий Германович Арсеньев (род. 2 октября 1963 года) — российский учёный-математик, член-корреспондент РАН (2022). Заслуженный работник высшей школы Российской Федерации (2012).

## Биография
Родился 2 октября 1963 года.
В 1986 году — окончил физико-механический факультет Ленинградского политехнического института по кафедре «Механика и процессы управления».
В 1999 году — защитил докторскую диссертацию, тема: «Стохастические методы адаптивного управления в вычислительной математике и механике».
С 1988 года — ведёт преподавательскую работу, в 1998 году — избран профессором, заведующим кафедрой, с 1996 по 2013 годы — работал в должности директора Института международных образовательных программ СПбГПУ, с 2003 года — проректор университета, курирует вопросы международной и внешнеэкономической деятельности.
В 2022 году — избран членом-корреспондентом РАН от Отделения энергетики, машиностроения, механики и процессов управления.
Входит в Санкт-Петербургское отделение (СПбО) РАН, является заместителем председателя СПбО.

## Научная деятельность
Область научных интересов: системы управления и адаптивно-стохастическая вычислительная математика и механика.
Автор более 200 научных публикаций и восьми монографий.
Научный руководитель НТК «Математическое моделирование и интеллектуальные системы управления», заместитель председателя Научного Совета по проблемам информатики, управления и телекоммуникаций при Президиуме Санкт-Петербургского Научного центра РАН, член Российского национального комитета по автоматическому управлению.

## Награды
- Орден Дружбы (4 декабря 2023 года) — за заслуги в научно-педагогической деятельности, подготовке квалифицированных специалистов и многолетнюю добросовестную работу[2]
- Почётное звание «Заслуженный работник высшей школы Российской Федерации» (16 ноября 2012 года) — за заслуги в научно-педагогической деятельности и большой вклад в подготовку квалифицированных специалистов[3]
- Почётная грамота Президента Российской Федерации (30 декабря 2019 года) — за заслуги в научной, педагогической деятельности и подготовке высококвалифицированных специалистов[4]
- Почётный работник высшего профессионального образования Российской Федерации
- Премия Правительства Российской Федерации в области образования